# Henry Furst
Henry Furst (New York, 11 ottobre 1893 – La Spezia, 15 agosto 1967) è stato un giornalista, scrittore, traduttore, poeta e regista teatrale statunitense.

## Biografia
Personaggio poliedrico nato negli Stati Uniti, ma di origine tedesca, sapeva parlare e scrivere correntemente in inglese, italiano, francese, tedesco. Intellettuale politico antifascista durante il ventennio e nostalgico dopo la caduta del fascismo, fu ministro della Reggenza Italiana del Carnaro nel 1919 quando ebbe il merito di convincere il reggente Gabriele D'Annunzio a riconoscere la Repubblica d'Irlanda prima della Gran Bretagna.
Corrispondente dall'Italia della rivista The New York Times Book Review negli anni Trenta del Novecento, fece conoscere in America autori come Giovanni Comisso, Tommaso Landolfi, Alberto Moravia e Aldo Palazzeschi. Collaboratore del periodico longanesiano L'Italiano, nel 1946 assieme ad Indro Montanelli e Giovanni Ansaldo, aiutò Leo Longanesi a fondare l'omonima sua casa editrice ed in seguito collaborò ai periodici dell'amico Il Libraio e Il Borghese  (la collaborazione continuò anche con il direttore successivo Mario Tedeschi).
Cattolico, sposato con la scrittrice Orsola Nemi  fu, spesso in collaborazione con la moglie, prolifico e versatile traduttore di decine di testi dal tedesco in italiano (tra cui i Diari di Ernst Jünger, Milano, Longanesi,1957, i Racconti di Kafka, Milano, Longanesi, 1953 e Il borghese di Werner Sombart, Parma, Guanda, 1994); dall'italiano in inglese, (la Storia d'Europa di Benedetto Croce, New York, Harcourt, Brace and company, 1933), e soprattutto dall'inglese in italiano (Henry Miller, Saki, Robert Louis Stevenson, Edgar Allan Poe, Herman Melville, Charles Dickens).

## Opere
- Songs of Tokimarne, Tipografia Moderna, La Spezia 1937 (poesie)
- Simoun, La Bourdennais, Paris 1939
- Donne americane. seguite da La morte di Mozart, Longanesi, Milano, 1957
- Simun, Longanesi, Milano, 1965
- Il Meglio di Henry Furst, introd. di Mario Soldati, prefaz. di Ernst Jünger, a cura di Orsola Nemi, Longanesi, Milano, 1970
- (con Orsola Nemi), Caterina de' Medici, Rusconi, Milano, 1980; Bompiani, Milano, 2000
- Non perder coraggio, Tabula fati, Chieti, 2002 (selezione tratta da Il Meglio di Henry Furst)

### Traduzioni e curatele
- Robert Louis Stevenson, La magione superflua, tr. di H. Furst, collana "Il sofà delle muse" diretta da Leo Longanesi, Rizzoli, Milano 1940
- Robert Louis Stevenson e Lloyd Osbourne, La cassa sbagliata, tr. di H. Furst, Edizioni Documento, Roma 1944 (ristampa: Mursia, Milano 1966)
- William Makepeace Thackeray, La fiera delle vanità: romanzo senza eroe, con illustrazioni dell'Autore, tr. di Anna Banti; note di H. Furst, Longanesi, Milano 1948 (ristampa collana Poket Libri, tre voll., Longanesi, Milano 1966)
- Marmaduke Pickthall, Said il pescatore, tr. di O. Nemi e H. Furst, Longanesi, Milano 1948
- Charles Jackson, Il crollo del marito, tr. di H. Furst, Longanesi, Milano 1948 (ristampa: collana Pocket Libri, Longanesi, Milano 1966)
- William J. Knight, Virgilio romano, tr. di O. Nemi e H. Furst, Longanesi, Milano 1949
- Francis Toye, Giuseppe Verdi: la sua vita e le sue opere, tr. di O. Nemi e H. Furst, Longanesi, Milano 1950
- Omer Englebert, La vita di Giovanna d'Arco raccontata da lei stessa, tr. di O. Nemi e H. Furst, Longanesi, Milano 1950
- Gerard Walschap, Il peccato di Adelaide (1931), tr. di O. Nemi e H. Furst, Longanesi, Milano 1950
- Saki, L'insopportabile Bassington e altri racconti, tr. di O. Nemi e H. Furst, Einaudi, Torino 1950
- Cecil Delisle Burns, La prima Europa: cristianesimo medievale dal '400 all'800. tr. di H. Furst, Longanesi, Milano 1950
- San Francesco d'Assisi, Tutti gli scritti di San Francesco seguiti dai Fioretti, a cura di H. Furst, Longanesi, Milano 1951
- Herman Melville, Benito Cereno, seguito da: Il tartaro delle vergini, Il paradiso degli scapoli, Bartleby lo scrivano, tr. di O. Nemi e H. Furst, Longanesi, Milano 1951
- Hilaire Belloc, La rivoluzione francese, tr. di O. Nemi e H. Furst, Longanesi, Milano 1951
- Bruno Traven, Speroni nella polvere, tr. di O. Nemi e H. Furst, Longanesi, Milano 1951
- Vita Sackville-West, La signora scostumata, tr. di O. Nemi e H. Furst, Longanesi, Milano 1952
- H. G. Wells, Il meglio, pref. di H. Furst, tr. a cura di O. Nemi e R. Lotteri,  Longanesi, Milano 1955
- Norman Douglas, Vento del Sud; traduzione dall'originale inglese di Henry Furst, Milano: Longanesi, 1955; Milano: Leonardo, 1992, ISBN 88-355-1074-0; Capri: La conchiglia, 2003, ISBN 88-86443-59-5
- Edgar Allan Poe, Epistolario, raccolto da J. W. Ostrom; pref., biografia dei personaggi principali e bibliografia delle traduzioni italiane a cura di H. Furst, Longanesi, Milano 1955
- Charles Baudelaire, Il meglio, con nove disegni dell'Autore, pref. di H. Furst, tr. di O. Nemi, Longanesi, Milano, 1955
- Anne Morrow Lindberg, Dono dal mare, tr. di O. Nemi e H. Furst, Bompiani, Milano 1956
- Patrick Dennis, Zia Mame: irriverente tentativo autobiografico, tr. di O. Nemi e H. Furst, Bompiani, Milano 1956 (ristampa: Garzanti, Milano 1974)
- Moses I. Finley, Il mondo di Odisseo [The World of Odysseus], traduzione di Henry Furst e Orsola Nemi, introduzione di Giuseppe Antonelli, Bologna, Cappelli, 1956.
- Ernst Jünger, Diario 1941-1945, Collezione I Cento Libri, Milano, Longanesi, 1957; Collana Biblioteca, Longanesi, 1983; col titolo Irradiazioni. Diario 1941-1945, Parma, Guanda, 1993-1995.
- Barbara C. Hooton, Gli ospiti. Indiscrete confidenze di Barbara C. Hooton a Patrick Dennis, tr. di O. Nemi e H. Furst, Bompiani, Milano 1958
- Joseph Chamberlain Furnas, Anatomia del paradiso, tr. di O. Nemi e H. Furst, Longanesi, Milano 1959
- Patrick Dennis, Intorno al mondo con la zia Mame, tr. di O. Nemi e H. Furst, Bompiani, Milano 1960
- Ernst Jünger, Le api di vetro, tr. di H. Furst, Longanesi, Milano 1960
- Charles Augustin de Sainte-Beuve, Il meglio, pref. di Carlo Bo, intr., scelta e note di H. Furst, Longanesi, Milano 1960
- Graham Greene, Inedito, tr. a cura di A. Malvezzi, E. Barzini, O. Nemi e H. Furst, Longanesi, Milano 1962
- Barry Morris Goldwater, Il vero conservatore, tr. di H. Furst, Edizioni del Borghese, Milano 1964
- Johann Wolfgang von Goethe, Le affinità elettive, tr. di H. Furst, Rusconi, Milano 1967
- John Barth, L'opera galleggiante, tr. di H. Furst, Longanesi, Milano 1968 (ristampa: Bompiani, Milano 1996; tr. rivista da M. Testa, minimum fax, Roma 2003)
- Henry Miller, Plexus, Longanesi, Milano 1968 (Pocket Longanesi, Milano 1970)
- Charles Dickens, Le avventure di Pickwick, tr. di H. Furst, Tumminelli, Roma 1968
- Frederick Rolfe (detto Baron Corvo), Don Renato, presentazione di S. Perosa, tr. di H. Furst, Longanesi, Milano 1971
- Gerard Walschap, Suor Virgilia, tr. O. Nemi e H. Furst, Maia, Siena 1978